# حوزه انتخابیه شهریار، قدس و ملارد
حوزهٔ انتخابیه شهریار، قدس و ملارد یکی از حوزه‌های استان تهران برای انتخابات مجلس شورای اسلامی است. این حوزه به مرکزیت شهریار ۱ نماینده دارد.
این حوزه تا قبل از دوره ششم با شهرستان رباط کریم جمعا یک نماینده داشتند و پس از جدا شدن دو شهرستان در سال ۱۳۷۱، از دوره ششم نمایندگان مستقل از ۲ حوزه انتخاب شدند.

## نمایندگان

### دورهٔ اول
1. موسی زرگر ، دومین  وزیر بهداشت، درمان و آموزش پزشکی جمهوری اسلامی

### دورهٔ دوم
1. سید عباس میرحیدری

### دورهٔ سوم
1. احمد محمود رباطی

### دورهٔ چهارم
1. حسن قشقاوی ، سخنگوی سابق وزارت امور خارجه، معاون کنسولی، امور مجلس و ایرانیان وزارت امور خارجه ایران

### دورهٔ پنجم
1. حسین عسگری

### دورهٔ ششم
1. محمدعلی کوزه‌گر

### دورهٔ هفتم
1. ابوالفضل کلهر

### دورهٔ هشتم
1. حسین گروسی

### دورهٔ نهم
1. حسین گروسی

### دورهٔ دهم
1. محمد محمودی شاه‌نشین

### دوره یازدهم
1. حسین حق‌وردی

### دوره دوازدهم
1. حسین حق‌وردی

## پی‌نوشت و منبع
1. ↑  «نتایج سرشماری عمومی نفوس و مسکن ۱۳۹۰، جمعیت شهرستان‌های کشور» (PDF). درگاه ملی آمار. بایگانی‌شده از اصلی (PDF) در ۱۱ مارس ۲۰۱۳. دریافت‌شده در شهریور ۱۳۹۰. تاریخ وارد شده در |تاریخ بازدید= را بررسی کنید (کمک)

- «جدول حوزه‌های انتخابیه در انتخابات نهمین دورهٔ مجلس شورای اسلامی» (PDF). مرکز پژوهش و سنجش افکار صدا و سیما. بایگانی‌شده از اصلی (PDF) در ۵ اكتبر ۲۰۱۸. دریافت‌شده در ۲۴ دسامبر ۲۰۱۵. تاریخ وارد شده در |archive-date= را بررسی کنید (کمک)